# Pulsear en los Juegos Panafricanos de 2023
El Pulsear en los Juegos Panafricanos de 2023 se llevó a cabo del 18 al 22 de marzo en el CEDI Conference Centre en Accra, Ghana.

## Resultados

### Masculino
| Evento            | Oro                 | Plata              | Bronce              |
| ----------------- | ------------------- | ------------------ | ------------------- |
| Izquierdo 55 kg   | Omar Said           | Daniel Acquah      | Sanaa Abdul-Somed   |
| Derecho 55 kg     | Omar Said           | Daniel Acquah      | Sanaa Abdul-Somed   |
| Izquierdo 60 kg   | Mohamed Elmeligy    | Henry Otoo         | Abdul Issahak       |
| Derecho 60 kg     | Mohamed Elmeligy    | Henry Otoo         | Sumaila Mujeeb      |
| Izquierdo 65 kg   | Ali Kassem          | Isaac Amugi        | Idowu Yinusa        |
| Derecho 65 kg     | Ali Kassem          | Isaac Amugi        | Idowu Yinusa        |
| Izquierdo 75 kg   | Godwin Sackey       | Andria Joseph      | Wisdom Abromekyi    |
| Derecho 75 kg     | Andria Joseph       | Wisdom Abromekyi   | Godwin Sackey       |
| Izquierdo 85 kg   | Mohamed Hassanin    | Mostafa Salaheldin | Samuel Ifeanyi      |
| Derecho 85 kg     | Mostafa Youssry     | Mohamed Hassanin   | Samuel Ifeanyi      |
| Izquierdo 90 kg   | Edward Asamoah      | Patrick Miango     | Issah Kunya         |
| Derecho 90 kg     | Edward Asamoah      | Issah Kunya        | Patrick Miango      |
| Izquierdo 100 kg  | Mohamed Abdelrahman | Derrick Adu        | Abel Thesee         |
| Derecho 100 kg    | Mohamed Abdelrahman | Derrick Adu        | Wassoumanou N'Bamba |
| Izquierdo +100 kg | Mostafa Salaheldin  | Wilhelm Bronkhorst | Teteh Ocloo         |
| Derecho +100 kg   | Mostafa Salaheldin  | Wilhelm Bronkhorst | Teteh Ocloo         |

### Femenino
| Evento           | Oro             | Plata              | Bronce             |
| ---------------- | --------------- | ------------------ | ------------------ |
| Izquierdo 55 kg  | Elizabeth Mausi | Racheal Lankai     | Mabel Yeboah       |
| Derecho 55 kg    | Mabel Yeboah    | Racheal Lankai     | Blessing Nnenna    |
| Izquierdo 60 kg  | Blessed Abeka   | Phildaus Bukari    | Eugenia Ntow       |
| Derecho 60 kg    | Blessed Abeka   | Eugenia Ntow       | Phildaus Bukari    |
| Izquierdo 65 kg  | Sourou Lalaeye  | Roselyn Lartey     | Mary Quaye         |
| Derecho 65 kg    | Sourou Lalaeye  | Mary Quaye         | Naa Korkor Ackah   |
| Izquierdo 70 kg  | Sarah Matthew   | Rashida Abass      | Blessing Adebimpe  |
| Derecho 70 kg    | Sarah Matthew   | Blessing Adebimpe  | Fayza Shaaban      |
| Izquierdo 80 kg  | Grace Minta     | Mariam Amuda       | Winifred Eze Ndidi |
| Derecho 80 kg    | Grace Minta     | Winifred Eze Ndidi | Perpetual Nunoo    |
| Izquierdo +80 kg | Fatma Hussein   | Mariam Kadri       | Meri Prinsloo      |
| Derecho +80 kg   | Oyewusi Olubisi | Fatma Hussein      | Mariam Kadri       |

## Medallero
| Núm.               | País                     | Oro | Plata | Bronce | Total |
| ------------------ | ------------------------ | --- | ----- | ------ | ----- |
| 1                  | Egipto                   | 14  | 4     | 1      | 19    |
| 2                  | Ghana                    | 8   | 19    | 14     | 41    |
| 3                  | Nigeria                  | 4   | 2     | 7      | 13    |
| 4                  | Benín                    | 2   | 0     | 0      | 2     |
| 5                  | Sudáfrica                | 0   | 2     | 1      | 3     |
| 6                  | República Centroafricana | 0   | 1     | 1      | 2     |
| 7                  | Togo                     | 0   | 0     | 3      | 3     |
| 8                  | Mauricio                 | 0   | 0     | 1      | 1     |
| Total (8 naciones) | Total (8 naciones)       | 28  | 28    | 28     | 84    |